# Kvalifikace na Mistrovství světa ve fotbale 2010 (CONCACAF)
Kvalifikace na Mistrovství světa ve fotbale 2010 zóny CONCACAF určila 3 účastníky finálového turnaje a jednoho účastníka mezikontinentální baráže s vítězem zóny CONMEBOL.
V prvním předkole se 22 nejhorších týmů střetlo o postup do druhého předkola. V něm se 24 týmů (11 postupujících a 13 přímo nasazených) utkalo o 12 postupových míst do první skupinové (semifinálové) fáze. Obě předkola se hrála v první polovině roku 2008. První skupinová fáze se hrála v druhé polovině roku 2008. Dvanáct týmů v ní bylo rozděleno do tří skupin po čtyřech. První dva týmy z každé skupiny postoupily do druhé skupinové fáze (finálové fáze), ve které byla jedna skupina čítající 6 týmů. Celá se hrála v roce 2009. První tři z této skupiny postoupili na mistrovství světa, čtvrtý celek postoupil do baráže proti pátému celku ze zóny CONMEBOL.

## První předkolo
První předkolo se hrálo v březnu 2008.
| Domácí v 1. zápase                    | Celkem                                | Hosté v 1. zápase                     | 1. zápas                              | 2. zápas                              |
| Kvalifikace do semifinálové skupiny 1 | Kvalifikace do semifinálové skupiny 1 | Kvalifikace do semifinálové skupiny 1 | Kvalifikace do semifinálové skupiny 1 | Kvalifikace do semifinálové skupiny 1 |
| ------------------------------------- | ------------------------------------- | ------------------------------------- | ------------------------------------- | ------------------------------------- |
| Dominika                              | 1–2                                   | Barbados                              | 1–1                                   | 0–1                                   |
| Turks a Caicos                        | 2–3                                   | Svatá Lucie                           | 2–1                                   | 0–2                                   |
| Bermudy                               | 4–2                                   | Kajmanské ostrovy                     | 1–1                                   | 3–1                                   |
| Aruba                                 | 0–4                                   | Antigua a Barbuda                     | 0–3                                   | 0–1                                   |
| Kvalifikace do semifinálové skupiny 2 |                                       |                                       |                                       |                                       |
| Belize                                | 4–2                                   | Svatý Kryštof a Nevis                 | 3–11                                  | 1–1                                   |
| Bahamy                                | (v) 3–3                               | Britské Panenské ostrovy              | 1–1                                   | 2–22                                  |
| Dominikánská republika                | 0–1                                   | Portoriko                             | n/a                                   | 0–1 (p)3                              |
| Kvalifikace do semifinálové skupiny 3 |                                       |                                       |                                       |                                       |
| Americké Panenské ostrovy             | 0–10                                  | Grenada                               | n/a                                   | 0–103                                 |
| Surinam                               | 7–1                                   | Montserrat                            | n/a                                   | 7–14                                  |
| Salvador                              | 16–0                                  | Anguilla                              | 12–0                                  | 4–05                                  |
| Nikaragua                             | 0–3                                   | Nizozemské Antily                     | 0–1                                   | 0–2                                   |

1Belize hrálo svůj domácí zápas v Guatemale.
2Oba zápasy hrány na Bahamách.
3Hráno pouze na jeden zápas z důvodu nevyhovujících stadionů standardům FIFA.
4Hráno v Trinidadu a Tobagu, neboť ani jeden z týmů nebyl schopen zajistit stadion vyhovující standardům FIFA.
5Hráno v USA.

## Druhé předkolo
Druhé předkolo se hrálo v červnu 2008.
| Domácí v 1. zápase                    | Celkem                                | Hosté v 1. zápase                     | 1. zápas                              | 2. zápas                              |
| Kvalifikace do semifinálové skupiny 1 | Kvalifikace do semifinálové skupiny 1 | Kvalifikace do semifinálové skupiny 1 | Kvalifikace do semifinálové skupiny 1 | Kvalifikace do semifinálové skupiny 1 |
| ------------------------------------- | ------------------------------------- | ------------------------------------- | ------------------------------------- | ------------------------------------- |
| USA                                   | 9–0                                   | Barbados                              | 8–0                                   | 1–0                                   |
| Guatemala                             | 9–1                                   | Svatá Lucie                           | 6–0                                   | 3–16                                  |
| Trinidad a Tobago                     | 3–2                                   | Bermudy                               | 1–2                                   | 2–0                                   |
| Antigua a Barbuda                     | 3–8                                   | Kuba                                  | 3–4                                   | 0–4                                   |
| Kvalifikace do semifinálové skupiny 2 |                                       |                                       |                                       |                                       |
| Belize                                | 0–9                                   | Mexiko                                | 0–27                                  | 0–7                                   |
| Jamajka                               | 13–0                                  | Bahamy                                | 7–0                                   | 6–08                                  |
| Honduras                              | 6–2                                   | Portoriko                             | 4–0                                   | 2–2                                   |
| Svatý Vincenc a Grenadiny             | 1–7                                   | Kanada                                | 0–3                                   | 1–4                                   |
| Kvalifikace do semifinálové skupiny 3 |                                       |                                       |                                       |                                       |
| Grenada                               | 2–5                                   | Kostarika                             | 2–2                                   | 0–3                                   |
| Surinam                               | 3–1                                   | Guyana                                | 1–0                                   | 2–1                                   |
| Panama                                | 2–3                                   | Salvador                              | 1–0                                   | 1–3                                   |
| Haiti                                 | 1–0                                   | Nizozemské Antily                     | 0–0                                   | 1–0                                   |

6Svatá Lucie hrála svůj domácí zápas v USA.
7Belize hrálo svůj domácí zápas v USA.
8Bahamy hrály svůj domácí zápas na Jamajce.

## Semifinálová fáze

### Skupina 1
| Tým               | Z | V | R | P | GV | GI | +/- | B  |
| ----------------- | - | - | - | - | -- | -- | --- | -- |
| USA               | 6 | 5 | 0 | 1 | 14 | 3  | +11 | 15 |
| Trinidad a Tobago | 6 | 3 | 2 | 1 | 9  | 6  | +3  | 11 |
| Guatemala         | 6 | 1 | 2 | 3 | 6  | 7  | -1  | 5  |
| Kuba              | 6 | 1 | 0 | 5 | 5  | 18 | -13 | 3  |

| 20. srpen 2008 20:00 UTC-4 |        |                         |                                                                                 |
| Kuba                       | 1 – 3  | Trinidad a Tobago       | Estadio Pedro Marrero, Havana diváci: 4,000 rozhodčí: Benito Archundia (Mexico) |
| Márquez 85'                | Report | Daniel 27' 61' Glen 66' | Estadio Pedro Marrero, Havana diváci: 4,000 rozhodčí: Benito Archundia (Mexico) |

| 20. srpen 2008 20:10 UTC-6 |        |               | |
| Guatemala                  | 0 – 1  | USA           | Estadio Nacional Mateo Flores, Ciudad de Guatemala diváci: 26,000 rozhodčí: Enrico Wijngaarde (Suriname) |
|                            | Report | Bocanegra 69' | Estadio Nacional Mateo Flores, Ciudad de Guatemala diváci: 26,000 rozhodčí: Enrico Wijngaarde (Suriname) |

| 6. září 2008 17:30 UTC-4 |        |              |                                                                                        |
| Trinidad a Tobago        | 1 – 1  | Guatemala    | Hasely Crawford Stadium, Port of Spain diváci: 9,500 rozhodčí: Roberto Moreno (Panama) |
| Daniel 84'               | Report | Gallardo 90' | Hasely Crawford Stadium, Port of Spain diváci: 9,500 rozhodčí: Roberto Moreno (Panama) |

| 6. září 2008 20:10 UTC-4 |        |             |                                                                                   |
| Kuba                     | 0 – 1  | USA         | Estadio Pedro Marrero, Havana diváci: 12,000 rozhodčí: Joel Aguilar (El Salvador) |
|                          | Report | Dempsey 40' | Estadio Pedro Marrero, Havana diváci: 12,000 rozhodčí: Joel Aguilar (El Salvador) |

| 10. září 2008 19:10 UTC-5         |        |                   |                                                                              |
| USA                               | 3 – 0  | Trinidad a Tobago | Toyota Park, Bridgeview diváci: 11,452 rozhodčí: Courtney Campbell (Jamaica) |
| Bradley 10' Dempsey 18' Ching 57' | Report |                   | Toyota Park, Bridgeview diváci: 11,452 rozhodčí: Courtney Campbell (Jamaica) |

| 10. září 2008 20:00 UTC-6                  |        |             | |
| Guatemala                                  | 4 – 1  | Kuba        | Estadio Nacional Mateo Flores, Ciudad de Guatemala diváci: 30,000 rozhodčí: Marco Antonio Rodríguez (México) |
| Ruíz 38' 55' Rodríguez 85' Contreras 90+1' | Report | Linares 25' | Estadio Nacional Mateo Flores, Ciudad de Guatemala diváci: 30,000 rozhodčí: Marco Antonio Rodríguez (México) |

| 11. říjen 2008 20:00 UTC-6 |        |                   |                                                    |
| Guatemala                  | 0 – 0  | Trinidad a Tobago | Estadio Nacional Mateo Flores, Ciudad de Guatemala |
|                            | Report |                   | Estadio Nacional Mateo Flores, Ciudad de Guatemala |

| 11. říjen 2008 19:10 UTC-4                                    |        |           |                         |
| USA                                                           | 6 – 1  | Kuba      | RFK Stadium, Washington |
| Beasley 11' 31' Donovan 48' Ching 63' Altidore 87' Onyewu 90' | Report | Muñoz 32' | RFK Stadium, Washington |

| 15. říjen 2008 20:10 UTC-4  |        |            |                                        |
| Trinidad a Tobago           | 2 – 1  | USA        | Hasely Crawford Stadium, Port of Spain |
| Latapy 60' Yorke 79' (pen.) | Report | Davies 74' | Hasely Crawford Stadium, Port of Spain |

| 15. říjen 2008 20:00 UTC-4     |        |           |                               |
| Kuba                           | 2 – 1  | Guatemala | Estadio Pedro Marrero, Havana |
| Colomé 45' (pen.) Urgelles 90' | Report | Pappa 80' | Estadio Pedro Marrero, Havana |

| 19. listopad 2008 21:10 UTC-4  |        |      |                                        |
| Trinidad a Tobago              | 3 – 0  | Kuba | Hasely Crawford Stadium, Port of Spain |
| Jones 67' Yorke 69' Daniel 89' | Report |      | Hasely Crawford Stadium, Port of Spain |

| 19. listopad 2008 18:10 UTC-7 |        |           |                                           |
| USA                           | 2 – 0  | Guatemala | Dick's Sporting Goods Park, Commerce City |
| Cooper 53' Adu 68'            | Report |           | Dick's Sporting Goods Park, Commerce City |

### Skupina 2
| Tým      | Z | V | R | P | GV | GI | +/- | B  |
| -------- | - | - | - | - | -- | -- | --- | -- |
| Honduras | 6 | 4 | 0 | 2 | 9  | 5  | +4  | 12 |
| Mexiko   | 6 | 3 | 1 | 2 | 9  | 6  | +3  | 10 |
| Jamajka  | 6 | 3 | 1 | 2 | 6  | 6  | 0   | 10 |
| Kanada   | 6 | 0 | 2 | 4 | 6  | 13 | -7  | 2  |

| 20. srpen 2008 19:30 UTC-4 |        |              |                                                                       |
| Kanada                     | 1 – 1  | Jamajka      | BMO Field, Toronto diváci: 22,000 rozhodčí: Carlos Batres (Guatemala) |
| de Guzmán 47'              | Report | Williams 52' | BMO Field, Toronto diváci: 22,000 rozhodčí: Carlos Batres (Guatemala) |

| 20. srpen 2008 20:00 UTC-5 |        |             |                                                                                       |
| Mexiko                     | 2 – 1  | Honduras    | Aztécký stadion, Ciudad de México diváci: 81,100 rozhodčí: Joel Aguilar (El Salvador) |
| Pardo 73' 75'              | Report | de León 36' | Aztécký stadion, Ciudad de México diváci: 81,100 rozhodčí: Joel Aguilar (El Salvador) |

| 6. září 2008 17:00 UTC-5          |        |         |                                                                                   |
| Mexiko                            | 3 – 0  | Jamajka | Aztécký stadion, Ciudad de México diváci: 96,000 rozhodčí: Baldomero Toledo (USA) |
| Guardado 3' Arce 33' Magallón 63' | Report |         | Aztécký stadion, Ciudad de México diváci: 96,000 rozhodčí: Baldomero Toledo (USA) |

| 6. září 2008 20:00 UTC-4 |        |               |                                                                               |
| Kanada                   | 1 – 2  | Honduras      | Saputo Stadium, Montreal diváci: 13,032 rozhodčí: Walter Quesada (Costa Rica) |
| Serioux 4'               | Report | Núñez 47' 56' | Saputo Stadium, Montreal diváci: 13,032 rozhodčí: Walter Quesada (Costa Rica) |

| 10. září 2008 19:30 UTC-6    |        |         |                                                                                  |
| Honduras                     | 2 – 0  | Jamajka | Estadio Olimpico Metropolitano, San Pedro Sula rozhodčí: Roberto Moreno (Panama) |
| Núñez 65' Guevara 73' (pen.) | Report |         | Estadio Olimpico Metropolitano, San Pedro Sula rozhodčí: Roberto Moreno (Panama) |

| 10. září 2008 20:00 UTC-5 |        |           | |
| Mexiko                    | 2 – 1  | Kanada    | Estadio Víctor Manuel Reyna, Tuxtla Gutiérrez diváci: 22,500 rozhodčí: Neal Brizan (Trinidad and Tobago) |
| Bravo 59' Márquez 73'     | Report | Gerba 78' | Estadio Víctor Manuel Reyna, Tuxtla Gutiérrez diváci: 22,500 rozhodčí: Neal Brizan (Trinidad and Tobago) |

| 11. říjen 2008 19:00 UTC-5 |        |        |                             |
| Jamajka                    | 1 – 0  | Mexiko | Independence Park, Kingston |
| Fuller 14'                 | Report |        | Independence Park, Kingston |

| 11. říjen 2008 19:30 UTC-6           |        |              |                                                |
| Honduras                             | 3 – 1  | Kanada       | Estadio Olimpico Metropolitano, San Pedro Sula |
| W. Martínez 9' Costly 65' Thomas 90' | Report | Hainault 54' | Estadio Olimpico Metropolitano, San Pedro Sula |

| 15. říjen 2008 19:00 UTC-5 |        |          |                             |
| Jamajka                    | 1 – 0  | Honduras | Independence Park, Kingston |
| Shelton 16'                | Report |          | Independence Park, Kingston |

| 15. říjen 2008 19:00 UTC-6 |        |                       |                                |
| Kanada                     | 2 – 2  | Mexiko                | Commonwealth Stadium, Edmonton |
| Gerba 13' Radzinski 50'    | Report | Salcido 35' Vuoso 64' | Commonwealth Stadium, Edmonton |

| 19. listopad 2008 20:00 UTC-5            |        |        |                             |
| Jamajka                                  | 3 – 0  | Kanada | Independence Park, Kingston |
| Shelton 28' King 58' (pen.) Cummings 85' | Report |        | Independence Park, Kingston |

| 19. listopad 2008 19:00 UTC-6 |        |        |                                                |
| Honduras                      | 1 – 0  | Mexiko | Estadio Olimpico Metropolitano, San Pedro Sula |
| Osorio 52' (vl.)              | Report |        | Estadio Olimpico Metropolitano, San Pedro Sula |

### Skupina 3
| Tým       | Z | V | R | P | GV | GI | +/- | B  |
| --------- | - | - | - | - | -- | -- | --- | -- |
| Kostarika | 6 | 6 | 0 | 0 | 20 | 3  | +17 | 18 |
| Salvador  | 6 | 3 | 1 | 2 | 11 | 4  | +7  | 10 |
| Haiti     | 6 | 0 | 3 | 3 | 4  | 13 | -9  | 3  |
| Surinam   | 6 | 0 | 2 | 4 | 4  | 19 | -15 | 2  |

| 20. srpen 2008 20:00 UTC-6 |        |          |                                                                                              |
| Kostarika                  | 1 – 0  | Salvador | Estadio Ricardo Saprissa, San José diváci: 27,000 rozhodčí: Marco Antonio Rodríguez (México) |
| Saborío 49' (pen.)         | Report |          | Estadio Ricardo Saprissa, San José diváci: 27,000 rozhodčí: Marco Antonio Rodríguez (México) |

| 20. srpen 2008 17:00 UTC-5 |        |                   |                                                                                      |
| Haiti                      | 2 – 2  | Surinam           | Stade Sylvio Cator, Port-au-Prince diváci: 7,800 rozhodčí: Mauricio Navarro (Canada) |
| Bertin 90' Brunel 90+5'    | Report | Christoph 31' 46' | Stade Sylvio Cator, Port-au-Prince diváci: 7,800 rozhodčí: Mauricio Navarro (Canada) |

| 6. září 2008 19:30 UTC-6                |        |       |                                                                             |
| Salvador                                | 5 – 0  | Haiti | Estadio Cuscatlán, San Salvador diváci: 21,000 rozhodčí: Jair Marrufo (USA) |
| Zelaya 7' 24' 53' Larios 58' Torres 79' | Report |       | Estadio Cuscatlán, San Salvador diváci: 21,000 rozhodčí: Jair Marrufo (USA) |

| 6. září 2008 20:00 UTC-6                                            |        |         |                                                                                     |
| Kostarika                                                           | 7 – 0  | Surinam | Estadio Ricardo Saprissa, San José diváci: 11,000 rozhodčí: Steven Depiero (Canada) |
| Ledezma 9' 41' Alpízar 47' Alonso 78' Borges 79' Solís 86' Ruiz 88' | Report |         | Estadio Ricardo Saprissa, San José diváci: 11,000 rozhodčí: Steven Depiero (Canada) |

| 10. září 2008 16:30 UTC-3 |        |                            |                                                                                        |
| Surinam                   | 0 – 2  | Salvador                   | André Kamperveen Stadion, Paramaribo diváci: 4,500 rozhodčí: Benito Archundia (Mexico) |
|                           | Report | Martin 2' Felter 12' (vl.) | André Kamperveen Stadion, Paramaribo diváci: 4,500 rozhodčí: Benito Archundia (Mexico) |

| 10. září 2008 17:00 UTC-5 |        |                          |                                                                                  |
| Haiti                     | 1 – 3  | Kostarika                | Stade Sylvio Cator, Port-au-Prince diváci: 0 rozhodčí: Carlos Batres (Guatemala) |
| Alcénat 40'               | Report | Ruiz 12' 75' Alpízar 86' | Stade Sylvio Cator, Port-au-Prince diváci: 0 rozhodčí: Carlos Batres (Guatemala) |

| 11. říjen 2008 17:00 UTC-5 |        |          |                                    |
| Haiti                      | 0 – 0  | Salvador | Stade Sylvio Cator, Port-au-Prince |
|                            | Report |          | Stade Sylvio Cator, Port-au-Prince |

| 11. říjen 2008 16:30 UTC-3 |        |                                             |                                      |
| Surinam                    | 1 – 4  | Kostarika                                   | André Kamperveen Stadion, Paramaribo |
| Sandvliet 48'              | Report | Centeno 10' Borges 41' Alonso 47' Solís 78' | André Kamperveen Stadion, Paramaribo |

| 15. říjen 2008 20:00 UTC-6                 |        |         |                                 |
| Salvador                                   | 3 – 0  | Surinam | Estadio Cuscatlán, San Salvador |
| Zelaya 8' Quintanilla 27' Garden 81' (vl.) | Report |         | Estadio Cuscatlán, San Salvador |

| 15. říjen 2008 20:00 UTC-6 |        |       |                                    |
| Kostarika                  | 2 – 0  | Haiti | Estadio Ricardo Saprissa, San José |
| Díaz 16' Núñez 90+2'       | Report |       | Estadio Ricardo Saprissa, San José |

| 19. listopad 2008 19:30 UTC-6 |        |                             |                                 |
| Salvador                      | 1 – 3  | Kostarika                   | Estadio Cuscatlán, San Salvador |
| Corrales 18'                  | Report | Myrie 24' 90' Fernández 30' | Estadio Cuscatlán, San Salvador |

| 19. listopad 2008 16:30 UTC-3 |        |                 |                                      |
| Surinam                       | 1 – 1  | Haiti           | André Kamperveen Stadion, Paramaribo |
| Christoph 40'                 | Report | Saint-Preux 28' | André Kamperveen Stadion, Paramaribo |

## Finálová fáze
Dva nejlepší celky z každé semifinálové skupiny postoupily do finálové fáze. Zde utvořily jednu šestičlennou skupinu, ve které hrály systémem doma-venku.
První tři týmy postoupily na mistrovství světa, zatímco celek na 4. místě hrál baráž proti pátému celku kvalifikace CONMEBOL.

### Tabulka
| Tým               | Z  | V | R | P | GV | GI | +/- | B  |
| ----------------- | -- | - | - | - | -- | -- | --- | -- |
| USA               | 10 | 6 | 2 | 2 | 19 | 13 | 6   | 20 |
| Mexiko            | 10 | 6 | 1 | 3 | 18 | 12 | 6   | 19 |
| Honduras          | 10 | 5 | 1 | 4 | 17 | 11 | 6   | 16 |
| Kostarika         | 10 | 5 | 1 | 4 | 15 | 15 | 0   | 16 |
| Salvador          | 10 | 2 | 2 | 6 | 9  | 15 | -6  | 8  |
| Trinidad a Tobago | 10 | 1 | 3 | 6 | 10 | 22 | -12 | 6  |

- USA postoupily na Mistrovství světa ve fotbale 2010.
- Mexiko postoupilo na Mistrovství světa ve fotbale 2010.
- Honduras postoupil na Mistrovství světa ve fotbale 2010.
- Kostarika hrála baráž o postup na Mistrovství světa proti pátému celku kvalfikace CONMEBOL.

### Zápasy
| 11. únor 2009 19:00 UTC-5 |        |        |                                                                                    |
| USA                       | 2 – 0  | Mexiko | Columbus Crew Stadium, Columbus diváci: 23,776 rozhodčí: Carlos Batres (Guatemala) |
| Bradley 43' 90+2'         | Report |        | Columbus Crew Stadium, Columbus diváci: 23,776 rozhodčí: Carlos Batres (Guatemala) |

| 11. únor 2009 19:00 UTC-6 |        |                             |                                                                                           |
| Salvador                  | 2 – 2  | Trinidad a Tobago           | Estadio Cuscatlán, San Salvador diváci: 25,000 rozhodčí: Marco Antonio Rodríguez (Mexico) |
| Romero 82' 90+3'          | Report | Edwards 7' Yorke 26' (pen.) | Estadio Cuscatlán, San Salvador diváci: 25,000 rozhodčí: Marco Antonio Rodríguez (Mexico) |

| 11. únor 2009 20:30 UTC-6 |        |          |                                                                                             |
| Kostarika                 | 2 – 0  | Honduras | Estadio Ricardo Saprissa Aymá, San José diváci: 18,000 rozhodčí: Joel Aguilar (El Salvador) |
| Furtado 48' 59' (pen.)    | Report |          | Estadio Ricardo Saprissa Aymá, San José diváci: 18,000 rozhodčí: Joel Aguilar (El Salvador) |

| 28. březen 2009 17:00 UTC-6 |        |           |                                                                                         |
| Mexiko                      | 2 – 0  | Kostarika | Aztécký stadion, Ciudad de México diváci: 90,000 rozhodčí: Terry Vaughn (United States) |
| Bravo 20' Pardo 52' (pen.)  | Report |           | Aztécký stadion, Ciudad de México diváci: 90,000 rozhodčí: Terry Vaughn (United States) |

| 28. březen 2009 19:00 UTC-4 |        |           |                                                                                             |
| Trinidad a Tobago           | 1 – 1  | Honduras  | Hasely Crawford Stadium, Port of Spain diváci: 23,500 rozhodčí: Walter Quesada (Costa Rica) |
| Hyland 90'                  | Report | Pavón 51' | Hasely Crawford Stadium, Port of Spain diváci: 23,500 rozhodčí: Walter Quesada (Costa Rica) |

| 28. březen 2009 19:00 UTC-6  |        |                         |                                                                                    |
| Salvador                     | 2 – 2  | USA                     | Estadio Cuscatlán, San Salvador diváci: 30,350 rozhodčí: Benito Archundia (Mexico) |
| Quintanilla 15' Castillo 72' | Report | Altidore 77' Hejduk 88' | Estadio Cuscatlán, San Salvador diváci: 30,350 rozhodčí: Benito Archundia (Mexico) |

| 1. duben 2009 18:45 UTC-6 |        |                   |                                                                      |
| USA                       | 3 – 0  | Trinidad a Tobago | LP Field, Nashville diváci: 27,959 rozhodčí: Roberto Moreno (Panama) |
| Altidore 13' 71' 89'      | Report |                   | LP Field, Nashville diváci: 27,959 rozhodčí: Roberto Moreno (Panama) |

| 1. duben 2009 19:30 UTC-6 |        |                     |                                                                             |
| Honduras                  | 3 – 1  | Mexiko              | Estadio Olimpico Metropolitano, San Pedro Sula rozhodčí: Paul Ward (Canada) |
| Costly 17' 79' Pavón 43'  | Report | Castillo 82' (pen.) | Estadio Olimpico Metropolitano, San Pedro Sula rozhodčí: Paul Ward (Canada) |

| 1. duben 2009 20:00 UTC-6 |        |          |                                                                                |
| Kostarika                 | 1 – 0  | Salvador | Estadio Ricardo Saprissa Aymá, San José rozhodčí: Jair Marrufo (United States) |
| Centeno 69'               | Report |          | Estadio Ricardo Saprissa Aymá, San José rozhodčí: Jair Marrufo (United States) |

| 3. červen 2009 20:00 UTC-6        |        |                      |                                         |
| Kostarika                         | 3 – 1  | USA                  | Estadio Ricardo Saprissa Aymá, San José |
| Saborío 2' Borges 13' Herrera 68' | Report | Donovan 90+2' (pen.) | Estadio Ricardo Saprissa Aymá, San José |

| 6. červen 2009 18:05 UTC-4 |        |                            |                               |
| Trinidad a Tobago          | 2 – 3  | Kostarika                  | Dwight Yorke Stadium, Bacolet |
| Edwards 29' Samuel 63'     | Report | Saborío 40' Borges 52' 68' | Dwight Yorke Stadium, Bacolet |

| 6. červen 2009 19:00 UTC-6          |        |                   |                                 |
| Salvador                            | 2 – 1  | Mexiko            | Estadio Cuscatlán, San Salvador |
| Martínez 11' Quintanilla 86' (pen.) | Report | Blanco 71' (pen.) | Estadio Cuscatlán, San Salvador |

| 6. červen 2009 19:30 UTC-5       |        |           |                        |
| USA                              | 2 – 1  | Honduras  | Soldier Field, Chicago |
| Donovan 43' (pen.) Bocanegra 68' | Report | Costly 5' | Soldier Field, Chicago |

| 10. červen 2009 20:30 UTC-5 |        |                   |                                   |
| Mexiko                      | 2 – 1  | Trinidad a Tobago | Aztécký stadion, Ciudad de México |
| Franco 2' Rojas 48'         | Report | Tinto 45+1'       | Aztécký stadion, Ciudad de México |

| 10. červen 2009 19:30 UTC-6 |        |          |                                                |
| Honduras                    | 1 – 0  | Salvador | Estadio Olimpico Metropolitano, San Pedro Sula |
| Pavón 13'                   | Report |          | Estadio Olimpico Metropolitano, San Pedro Sula |

| 12. srpen 2009 19:30 UTC-4 |        |          |                                        |
| Trinidad a Tobago          | 1 – 0  | Salvador | Hasely Crawford Stadium, Port of Spain |
| Glen 7'                    | Report |          | Hasely Crawford Stadium, Port of Spain |

| 12. srpen 2009 15:00 UTC-5 |        |           |                                   |
| Mexiko                     | 2 – 1  | USA       | Aztécký stadion, Ciudad de México |
| Castro 19' Sabah 82'       | Report | Davies 9' | Aztécký stadion, Ciudad de México |

| 12. srpen 2009 19:30 UTC-6                    |        |           |                                                |
| Honduras                                      | 4 – 0  | Kostarika | Estadio Olimpico Metropolitano, San Pedro Sula |
| Costly 30', 90+2' Pavón 51' M. Valladares 89' | Report |           | Estadio Olimpico Metropolitano, San Pedro Sula |

| 5. září 2009 20:00 UTC-6 |        |                                          |                                         |
| Kostarika                | 0 – 3  | Mexiko                                   | Estadio Ricardo Saprissa Aymá, San José |
|                          | Report | Dos Santos 45+1' Franco 62' Guardado 71' | Estadio Ricardo Saprissa Aymá, San José |

| 5. září 2009 19:00 UTC-6             |        |                   |                                             |
| Honduras                             | 4 – 1  | Trinidad a Tobago | Estadio Tiburcio Carías Andino, Tegucigalpa |
| Pavón 20', 28' Guevara 62' Suazo 83' | Report | Baptiste 86'      | Estadio Tiburcio Carías Andino, Tegucigalpa |

| 5. září 2009 18:00 UTC-6   |        |              |                          |
| USA                        | 2 – 1  | Salvador     | Rio Tinto Stadium, Sandy |
| Dempsey 41' Altidore 45+2' | Report | Castillo 31' | Rio Tinto Stadium, Sandy |

| 9. září 2009 19:00 UTC-4 |        |           |                                        |
| Trinidad a Tobago        | 0 – 1  | USA       | Hasely Crawford Stadium, Port of Spain |
|                          | Report | Clark 62' | Hasely Crawford Stadium, Port of Spain |

| 9. září 2009 19:00 UTC-6 |        |           |                                 |
| Salvador                 | 1 – 0  | Kostarika | Estadio Cuscatlán, San Salvador |
| Corrales 90+1'           | Report |           | Estadio Cuscatlán, San Salvador |

| 9. září 2009 20:00 UTC-5 |        |          |                                   |
| Mexiko                   | 1 – 0  | Honduras | Aztécký stadion, Ciudad de México |
| Blanco 75' (pen.)        | Report |          | Aztécký stadion, Ciudad de México |

| 10. říjen 2009 20:00 UTC-6                   |        |                   |                                                                                               |
| Kostarika                                    | 4 – 0  | Trinidad a Tobago | Estadio Ricardo Saprissa Aymá, San José diváci: 10,000 rozhodčí: Jair Marrufo (United States) |
| James 26' (vl.) Centeno 51' Saborío 61', 64' | Report |                   | Estadio Ricardo Saprissa Aymá, San José diváci: 10,000 rozhodčí: Jair Marrufo (United States) |

| 10. říjen 2009 17:00 UTC-5                          |        |              |                                                                                       |
| Mexiko                                              | 4 – 1  | Salvador     | Aztécký stadion, Ciudad de México diváci: 104,000 rozhodčí: Carlos Batres (Guatemala) |
| González 25' (vl.) Blanco 71' Palencia 85' Vela 90' | Report | Martínez 89' | Aztécký stadion, Ciudad de México diváci: 104,000 rozhodčí: Carlos Batres (Guatemala) |

| 10. říjen 2009 20:00 UTC-6 |        |                            |                                                                                                 |
| Honduras                   | 2 – 3  | USA                        | Estadio Olimpico Metropolitano, San Pedro Sula diváci: 37,000 rozhodčí: Roberto Moreno (Panama) |
| de León 47', 78'           | Report | Casey 50', 66' Donovan 71' | Estadio Olimpico Metropolitano, San Pedro Sula diváci: 37,000 rozhodčí: Roberto Moreno (Panama) |

| 14. říjen 2009 20:05 UTC-4 |        |                         |                                                                              |
| Trinidad a Tobago          | 2 – 2  | Mexiko                  | Hasely Crawford Stadium, Port of Spain rozhodčí: Walter Quesada (Costa Rica) |
| Baptiste 32' (pen.), 61'   | Report | Esqueda 58' Salcido 66' | Hasely Crawford Stadium, Port of Spain rozhodčí: Walter Quesada (Costa Rica) |

| 14. říjen 2009 18:05 UTC-6 |        |           |                                                                           |
| Salvador                   | 0 – 1  | Honduras  | Estadio Cuscatlán, San Salvador rozhodčí: Ricardo Salazar (United States) |
|                            | Report | Pavón 64' | Estadio Cuscatlán, San Salvador rozhodčí: Ricardo Salazar (United States) |

| 14. říjen 2009 20:05 UTC-4  |        |               |                                                                                    |
| USA                         | 2 – 2  | Kostarika     | Robert F. Kennedy Memorial Stadium, Washington rozhodčí: Benito Archundia (Mexico) |
| Bradley 72' Bornstein 90+5' | Report | Ruiz 21', 24' | Robert F. Kennedy Memorial Stadium, Washington rozhodčí: Benito Archundia (Mexico) |

## Baráž CONCACAF/CONMEBOL
V této baráži se střetl čtvrtý tým kvalifikace zóny CONCACAF s pátým týmem kvalifikace zóny CONMEBOL.
| Domácí v 1. zápase | Celkem | Hosté v 1. zápase | 1. zápas | 2. zápas |
| ------------------ | ------ | ----------------- | -------- | -------- |
| Kostarika          | 1 – 2  | Uruguay           | 0 – 1    | 1 – 1    |

| 14. listopad 2009 20:00 UTC-6 |        |            |                                                                                                   |
| Kostarika                     | 0 – 1  | Uruguay    | Estadio Ricardo Saprissa Aymá, San José diváci: 19,500 rozhodčí: Alberto Undiano Mallenco (Spain) |
|                               | Report | Lugano 21' | Estadio Ricardo Saprissa Aymá, San José diváci: 19,500 rozhodčí: Alberto Undiano Mallenco (Spain) |

| 18. listopad 2009 21:00 UTC-2 |        |             |                                                                                       |
| Uruguay                       | 1 – 1  | Kostarika   | Estadio Centenario, Montevideo diváci: 62,150 rozhodčí: Massimo Busacca (Switzerland) |
| Abreu 70'                     | Report | Centeno 74' | Estadio Centenario, Montevideo diváci: 62,150 rozhodčí: Massimo Busacca (Switzerland) |

- Uruguay postoupila na Mistrovství světa ve fotbale 2010.